# Ibrahima Bah
Pour les articles homonymes, voir Ibrahima Bah (homonymie).
Ibrahima Bah, né le 1er janvier 1999 à Sangarédi en Guinée, est un footballeur international guinéen qui joue au poste d'attaquant. Il possède également la nationalité belge,,.

## Biographie

### En club
Formé au sein de l'Académie Robert Louis-Dreyfus, Ibrahima Bah joue son premier et unique match pour le Standard de Liège, le 4 février 2017 contre le KV Courtrai (défaite 0-3).
La saison suivante, il s'engage au KV Ostende pour une durée de trois ans. Le 11 mars 2018, Ibrahima Bah joue son seul match avec le club côtier face à son club formateur.
Après un prêt plutôt réussi la saison suivante au RWD Molenbeek qui lui a permis d'enfin engranger du temps de jeu (27 rencontres de championnat et un match de coupe pour quatre buts inscrits), Ibrahima Bah est recruté par l'Union Saint-Gilloise.
Champion avec le club bruxellois à l'issue de la saison 2020-2021, Bah ne les accompagne toutefois pas au sein de l'élite belge et s'envole pour l'Espagne et le Rayo Cantabria, l'équipe réserve du Racing de Santander, qui évolue en Segunda División RFEF.
Le club cantabre ne le prolonge pas au terme de la saison et il rentre en Belgique mais doit patienter jusqu'en mars 2023 pour retrouver les pelouses avec le Rupel Boom FC qui retient ses services jusqu'à la fin de la saison, espérant compter sur lui pour éviter la relégation qui pointe alors.
Ce n'est qu'en septembre 2023 qu'il retrouve un employeur, en l'occurrence THES Sport qui cherche à renforcer son secteur offensif.
Au terme de la saison 2023-2024, Bah est en passe de décrocher un transfert lucratif au Dinamo Minsk qui lui permettrait d'accèder à ses rêves, notamment de découvrir la Ligue des champions, et son club annonce officiellement son départ. Malheureusement, l'affaire capote et c'est au F91 Dudelange qu'il finit par s'engager et avec lequel il découvre enfin la compétition européenne, disputant les qualifications de la Ligue Conférence. Le club luxembourgeois écarte d'abord l'Atlètic Club d'Escaldes (deux victoires, 1-0 et 2-0) mais est ensuite éliminé par le BK Häcken (deux défaites, 2-6 et 1-6).

### En sélections nationales
Né en Guinée et d'origine guinéenne, Ibrahima Bah est d'abord international belge chez les jeunes, en moins de 15 ans et moins de 16 ans,.
Le 10 octobre 2020, il fait ses débuts internationaux pour la Guinée, lors d'un match amical contre le Cap-Vert (victoire 1-2),.

## Statistiques

### En club
| Saison                | Club                  | Championnat           | Championnat | Championnat | Championnat | Coupe(s) nationale(s) | Coupe(s) nationale(s) | Coupe(s) nationale(s) | Compétition(s) continentale(s) | Compétition(s) continentale(s) | Compétition(s) continentale(s) | Compétition(s) continentale(s) | Total | Total | Total |
| Saison                | Club                  | Division              | M.          | B.          | P.d.        | M.                    | B.                    | P.d.                  | Comp.                          | M.                             | B.                             | P.d.                           | M.    | B.    | P.d.  |
| 2016-2017             | Standard de Liège     | Division 1A           | 1           | 0           | 0           | -                     | -                     | -                     | C3                             | -                              | -                              | -                              | 1     | 0     | 0     |
| 2017-2018             | KV Ostende            | Division 1A           | 1           | 0           | 0           | -                     | -                     | -                     | C3                             | -                              | -                              | -                              | 1     | 0     | 0     |
| 2018-2019             | RWD Molenbeek (prêt)  | Division 1 Amateur    | 27          | 4           | 0           | 1                     | 0                     | 0                     | -                              | -                              | -                              | -                              | 28    | 4     | 0     |
| Sous-total            | Sous-total            | Sous-total            | 29          | 4           | 0           | 1                     | 0                     | 0                     | -                              | -                              | -                              | -                              | 30    | 4     | 0     |
| 2019-2020             | Union Saint-Gilloise  | Division 1B           | 4           | 2           | 0           | -                     | -                     | -                     | -                              | -                              | -                              | -                              | 4     | 2     | 0     |
| 2020-2021             | Union Saint-Gilloise  | Division 1B           | 2           | 1           | 0           | 1                     | 0                     | 0                     | -                              | -                              | -                              | -                              | 3     | 1     | 0     |
| Sous-total            | Sous-total            | Sous-total            | 6           | 3           | 0           | 1                     | 0                     | 0                     | -                              | -                              | -                              | -                              | 7     | 3     | 0     |
| 2021-2022             | Rayo Cantabria        | Segunda División RFEF | 13          | 0           | 1           | -                     | -                     | -                     | -                              | -                              | -                              | -                              | 13    | 0     | 1     |
| 2022-2023             | Rupel Boom FC         | Nationale 1           | 10          | 3           | 0           | -                     | -                     | -                     | -                              | -                              | -                              | -                              | 10    | 3     | 0     |
| 2023-2024             | THES Sport            | Nationale 1           | 13          | 1           | 0           | 1                     | 0                     | 0                     | -                              | -                              | -                              | -                              | 14    | 1     | 0     |
| 2024-2025             | F91 Dudelange         | Division Nationale    | 10          | 1           | 1           | 1                     | 0                     | 1                     | C4                             | 2                              | 0                              | 0                              | 13    | 1     | 2     |
| Total sur la carrière | Total sur la carrière | Total sur la carrière | 81          | 12          | 2           | 4                     | 0                     | 1                     | -                              | 2                              | 0                              | 0                              | 87    | 12    | 3     |

### En sélections nationales
| Saison                | Sélection             | Phases finales        | Phases finales | Phases finales | Phases finales | Éliminatoires CDM | Éliminatoires CDM | Éliminatoires CDM | Éliminatoires CAN | Éliminatoires CAN | Éliminatoires CAN | Matchs amicaux | Matchs amicaux | Matchs amicaux | Total | Total | Total |
| Saison                | Sélection             | Compétition           | M              | B              | Pd             | M                 | B                 | Pd                | M                 | B                 | Pd                | M              | B              | Pd             | M     | B     | Pd    |
| --------------------- | --------------------- | --------------------- | -------------- | -------------- | -------------- | ----------------- | ----------------- | ----------------- | ----------------- | ----------------- | ----------------- | -------------- | -------------- | -------------- | ----- | ----- | ----- |
| 2020-2021             | Guinée                | -                     | -              | -              | -              | -                 | -                 | -                 | -                 | -                 | -                 | 1              | 0              | 0              | 1     | 0     | 0     |
| Total sur la carrière | Total sur la carrière | Total sur la carrière | -              | -              | -              | -                 | -                 | -                 | -                 | -                 | -                 | 1              | 0              | 0              | 1     | 0     | 0     |

### Matchs internationaux
| Matchs internationaux d'Ibrahima Bah, | Matchs internationaux d'Ibrahima Bah, | Matchs internationaux d'Ibrahima Bah,                 | Matchs internationaux d'Ibrahima Bah, | Matchs internationaux d'Ibrahima Bah, | Matchs internationaux d'Ibrahima Bah, | Matchs internationaux d'Ibrahima Bah, | Matchs internationaux d'Ibrahima Bah, |
| #                                     | Date                                  | Lieu                                                  | Adversaire                            | Résultat                              | Compétition                           | Club                                  | Notes                                 |
| ------------------------------------- | ------------------------------------- | ----------------------------------------------------- | ------------------------------------- | ------------------------------------- | ------------------------------------- | ------------------------------------- | ------------------------------------- |
| 1                                     | 10 octobre 2020                       | Stade municipal d'Albufeira (pt), Albufeira, Portugal | Cap-Vert                              | V 2 - 1                               | Match amical                          | Union Saint-Gilloise                  | Titulaire.                            |

## Palmarès

### En club
|  |  | Union Saint-Gilloise - Championnat de Belgique de deuxième division (1) : - Champion : 2021 |